# Contractus Wageningen
Contractus Wageningen is een Plaatselijke Kamer van Verenigingen in Wageningen waar de vier grote studentenverenigingen in zijn gebundeld. Deze verenigingen zijn:
- Unitas
- K.S.V. St. Franciscus Xaverius
- SSR-W
- WSV Ceres

Uit dit verbond zijn een aantal organisaties ontsproten zoals VeSte, de grootste partij binnen de studentenraad van Wageningen University & Research. Daarnaast geeft Contractus het jaarlijkse eerstejaarsfeest, waar alle eerstejaars van de vier verenigingen gratis naar binnen mogen.

## Wageningse kamer van verenigingen
Op 19 oktober 2020 is de Wageningse kamer van verenigingen (WKvV) ontstaan uit Contractus, om alle studentenverenigingen te vertegenwoordigen. Naast de vier verenigingen van Contractus zijn de volgende zes verenigingen ook aangesloten:
- W.S.R. Argo
- C.S.F.R Dei Gratia
- Ichtus Wageningen
- D.L.V. Nji Sri
- NSW
- VGSW